# Khalil al-Hanahneh
Khalil Ahmed al-Hanahneh (arabisch خليل أحمد حناحنة; * 11. Mai 1980 in Baqa'a) ist ein ehemaliger jordanischer Leichtathlet, der sich auf den Sprint spezialisiert hat und auch im Weitsprung an den Start ging. Aktuell ist er Inhaber der Landesrekorde über 200 Meter und im Weitsprung und feierte seinen größten Erfolg mit der Bronzemedaille über 200 Meter bei den Asienmeisterschaften 2007 in Amman.

## Sportliche Laufbahn
Erste Erfahrungen bei internationalen Meisterschaften sammelte Khalil al-Hanahneh vermutlich im Jahr 2003, als er bei den Weltmeisterschaften nahe Paris dank einer Wildcard im 100-Meter-Lauf an den Start ging und dort mit 10,81 s in der ersten Runde ausschied. Anschließend gewann er bei den Arabischen Meisterschaften in Amman in 10,44 s die Bronzemedaille über 100 Meter hinter dem Saudi-Araber Salem al-Yami und Mohamed Farhan aus Bahrain und im 200-Meter-Lauf belegte er in 21,33 s den vierten Platz. Zudem gelangte er im Weitsprung mit 7,40 m auf Rang sechs. Im Dezember schied er dann bei den Militärweltspielen in Catania mit 11,06 s im Halbfinale über 100 Meter aus. Im Jahr darauf schied er bei den Hallenweltmeisterschaften in Budapest mit 7,22 s in der ersten Runde im 60-Meter-Lauf aus und im Sommer nahm er erneut dank einer Wildcard an den Olympischen Sommerspielen in Athen teil, kam dort aber mit 10,76 s nicht über die Vorrunde hinaus. Zudem war er Fahnenträger Jordaniens während der Eröffnungsveranstaltung der Spiele. 2005 belegte er bei den Islamic Solidarity Games in Mekka in 21,86 s den sechsten Platz über 200 Meter, ehe er bei den Westasienspielen in Doha in 21,39 s die Silbermedaille hinter dem Kuwaiter Humoud al-Saad gewann. Zudem belegte er über 100 Meter in 10,65 s den fünften Platz und gewann im Weitsprung mit 7,37 m die Bronzemedaille hinter dem Kuwaiter Saleh al-Haddad und Ibrahim Mohamedin aus Katar. Im Jahr darauf belegte er bei den Hallenasienmeisterschaften in Pattaya mit 7,17 m den achten Platz im Weitsprung und schied über 60 Meter mit 6,88 s im Halbfinale aus. Anschließend kam er bei den Hallenweltmeisterschaften in Moskau mit 7,06 s nicht über den Vorlauf über 60 Meter hinaus. Im Dezember schied er bei den Asienspielen in Doha mit 10,71 s im Semifinale über 100 Meter aus und belegte in 21,32 s den fünften Platz über 200 Meter.
2007 gewann er bei den Arabischen Meisterschaften in Amman in 21,11 s die Bronzemedaille über 200 Meter hinter dem Katarer al-Waleed Abdulla und Hamed Hamadan al-Bishi aus Saudi-Arabien. Zudem belegte er über 100 Meter in 10,74 s den sechsten Platz und gelangte im Weitsprung mit 7,19 m auf Rang sieben. Anschließend gewann er bei den Asienmeisterschaften ebendort in 21,03 s die Bronzemedaille über 200 Meter hinter dem Japaner Kenji Fujimitsu und al-Waleed Abdulla aus Katar und schied über 100 Meter mit 10,52 s im Halbfinale aus. Daraufhin schied er bei den Weltmeisterschaften in Osaka mit 21,01 s in der ersten Runde über 200 Meter aus, ehe er bei den Militärweltspielen in Hyderabad mit 10,73 s und 21,39 s jeweils im Semifinale über 100 und 200 Meter ausschied. Im November gewann er dann bei den Panarabischen Spielen in Kairo in 10,53 s die Bronzemedaille über 100 Meter hinter dem Ägypter Amr Ibrahim Mostafa Seoud und Yahya Al-Ghahes aus Saudi-Arabien und über 200 Meter musste er sich in 20,81 s nut dem Ägypter Seoud geschlagen geben. Im Jahr darauf schied er bei den Hallenasienmeisterschaften in Doha mit 6,92 s im Vorlauf über 60 Meter aus und gelangte im Weitsprung mit 6,96 m auf den zwölften Platz. Anschließend schied er bei den Hallenweltmeisterschaften in Valencia mit 7,14 s in der ersten Runde über 60 Meter aus. Im Sommer nahm er erneut an den Olympischen Sommerspielen in Peking teil und schied dort mit 21,55 s in der Vorrunde über 200 Meter aus. 2009 schied er bei den Militär-Weltmeisterschaften in Sofia mit 10,85 s im Halbfinale über 100 Meter aus und belegte in 22,38 s den sechsten Platz über 200 Meter. Anschließend kam er bei den Weltmeisterschaften in Berlin mit 21,98 s nicht über den Vorlauf über 200 Meter hinaus. 2011 schied er bei den Asienmeisterschaften in Kōbe mit 11,15 s und 22,49 s jeweils in der ersten Runde über 100 und 200 Meter aus und anschließend schied er bei den Militärweltspielen in Rio de Janeiro mit 11,28 s im Vorlauf über 100 Meter aus. 2017 schied er bei den Asian Indoor & Martial Arts Games in Aşgabat mit 7,29 s im Halbfinale über 60 Meter aus und im Jahr darauf beendete er seine aktive sportliche Karriere im Alter von 38 Jahren.
In den Jahren 2005, 2010 und 2011 wurde al-Hanahneh jordanischer Meister im Weitsprung sowie 2011 auch über 100 und 200 Meter.

## Persönliche Bestleistungen
- 100 Meter: 10,48 s (+1,7 m/s), 27. Oktober 2007 in Amman
  - 60 Meter (Halle): 6,86 s, 10. Februar 2006 in Pattaya
- 200 Meter: 20,81 s (+2,0 m/s), 24. November 2007 in Kairo (jordanischer Rekord)
- Weitsprung: 7,48 m (−0,3 m/s), 26. April 2008 in Amman (jordanischer Rekord)